# Участок № 2
Участок № 2 — упразднённый населённый пункт в Омском районе Омской области. Входил в состав Ключевского сельского поселения. Фактически включен в состав города Омска.

## География
Располагался на полуострове образованом рекой Иртыш и технологическими отстойниками. В настоящее время представляет собой улицу Студенческую города Омск.

## Население
Согласно результатам переписи 2002 года в населённом пункте проживало 29 человек, 90 % которых составляли русские.